# Gongronema thomsonii
Gongronema thomsonii är en oleanderväxtart som först beskrevs av Joseph Dalton Hooker, och fick sitt nu gällande namn av K.M. Matthew. Gongronema thomsonii ingår i släktet Gongronema och familjen oleanderväxter. Inga underarter finns listade i Catalogue of Life.